# Thyreodon maculipennis
Thyreodon maculipennis là một loài tò vò trong họ Ichneumonidae.